# Municipio de Eaton (Nebraska)
El municipio de Eaton (en inglés: Eaton Township) es un municipio ubicado en el condado de Kearney en el estado estadounidense de Nebraska. En el año 2010 tenía una población de 196 habitantes y una densidad poblacional de 2,11 personas por km².

## Geografía
El municipio de Eaton se encuentra ubicado en las coordenadas 40°34′4″N 98°46′51″O / 40.56778, -98.78083. Según la Oficina del Censo de los Estados Unidos, el municipio tiene una superficie total de 93.05 km², de la cual 93,05 km² corresponden a tierra firme y (0 %) 0 km² es agua.

## Demografía
Según el censo de 2010, había 196 personas residiendo en el municipio de Eaton. La densidad de población era de 2,11 hab./km². De los 196 habitantes, el municipio de Eaton estaba compuesto por el 92,86 % blancos, el 2,04 % eran amerindios, el 4,08 % eran de otras razas y el 1,02 % eran de una mezcla de razas. Del total de la población el 7,65 % eran hispanos o latinos de cualquier raza.